# Arma de airsoft

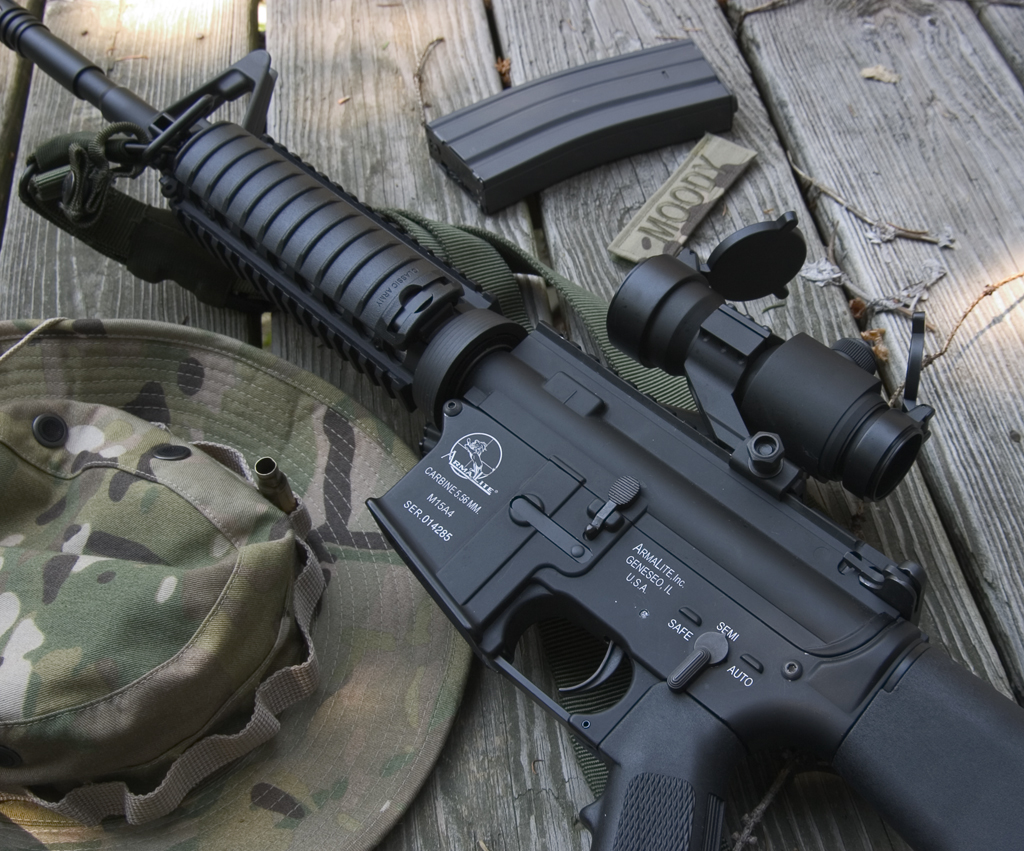
Uma arma de airsoft no clássico formato do fuzil M15A4 (M4).

As armas de airsoft são armas de "brinquedo", geralmente réplicas de armas reais, usadas em esportes de airsoft. Elas são um tipo especial de armas pneumáticas de cano de alma lisa, de baixa potência, projetadas para disparar projéteis esféricos não metálicos, geralmente coloquialmente (mas incorretamente), chamados de "BBs", que são tipicamente feitos de (mas não se limitando a) materiais plásticos ou de resina biodegradável. As armas de airsoft são projetadas para ter baixos valores de energia na saída do cano (geralmente menos de 1,5 J ou 1,1 ft-lb) e os pellets têm significativamente menos poder de penetração e de parada do que os de armas de pressão convencionais e geralmente são seguros para fins esportivos e recreativos, se o equipamento de proteção apropriado for usado.

## Funcionamento
Dependendo do mecanismo de projeto para a propulsão de pellets, as pistolas de airsoft podem ser categorizadas em três grupos: mecânica, que consiste em uma bomba de ar de pistão com mola helicoidal que é engatilhada manualmente (por exemplo, pistolas de mola); elétrica' ciclada automaticamente por uma bateria elétrica movida a bateria regulando a velocidade do motor (por exemplo, AEGs); pneumático, que opera por liberação controlada por válvula de gás engarrafado pré-carregado, como propano comprimido misturado com óleo de silicone (comumente conhecido como "Gás Verde") ou botijões de CO2 (por exemplo, pistolas GBB).